# Helle Schunnesson
Helle Sofi Schunnesson, född 7 april 1991 i Malmö, är en svensk journalist och programledare.

## Biografi

### Uppväxt
Helle Schunnesson växte upp i Skåne och gick på Jensen gymnasium. Hon är syster till författaren Tone Schunnesson. 2018 tog hon en examen i medie- och kommunikationsvetenskap vid Södertörns högskola.

### Karriär
Mellan 2011 och 2012 arbetade Helle Schunnesson som klubb- och webbredaktör på Nöjesguiden i Malmö. Hon drev också bloggen Systra min systra tillsammans med sin syster Tone Schunnesson.
2018 började Schunnesson som digital redaktör på radioprogrammet PP3 och blev 2019 programledare för programmet tillsammans med Linnéa Wikblad, Sara Kinberg och Adrian Boberg.
Från 2020 är Helle Schunnesson återkommande medverkande i SVT:s program Morgonstudion där hon spanar om populärkulturella fenomen.